# During the Round-Up
During the Round-Up è un cortometraggio muto del 1913 scritto e diretto da Christy Cabanne.

## Produzione
Il film fu prodotto dalla Biograph Company.

## Distribuzione
Distribuito dalla General Film Company, il film - un cortometraggio in una bobina - uscì nelle sale cinematografiche degli Stati Uniti il 19 luglio 1913.
Ne venne fatta una riedizione che la General distribuì sul mercato americano l'8 maggio 1916.